# Domek z kart (singel)
„Domek z kart” – singel Kasi Kowalskiej z płyty Samotna w wielkim mieście.

## Lista utworów
Opracowano na podstawie materiału źródłowego.
1. „Domek z kart” (muz. Michał Grymuza, sł. K. Kowalska) 3:12